# 大田屯山警察署
大田屯山警察署（テジョンドゥンサンけいさつしょ）は、大田地方警察庁所管の警察署である。

## 管轄区域
- 西区のうち炭坊洞、万年洞、屯山洞、葛馬洞、月坪洞

## 沿革
- 2000年12月28日 - 開署
- 2007年7月1日 - 大田地方警察庁に所属が変更される
- 2015年10月12日 - 大田儒城警察署開署に伴い儒城区の区域を大田儒城警察署に移管。

## 組織
- 警務課
- 生活安全課
- 捜査課
- 刑事課
- 警備交通課
- 情報保安課
- 聴聞監査官

## 管轄地区隊
- 屯山地区隊
- 葛馬地区隊

## 管轄治安センター
- 炭坊治安センター
- 三川治安センター
- 屯山1治安センター
- 月坪1治安センター
- 月坪2治安センター